# Villeneuve-Saint-Georges
Villeneuve-Saint-Georges è un comune francese di 31 278 abitanti situato nel dipartimento della Valle della Marna nella regione dell'Île-de-France.

## Società

### Evoluzione demografica
Abitanti censiti